# Aristeidīs Soïledīs
Aristeidīs Soïledīs (in greco Αριστείδης Σοϊλέδης?; Livadeia, 8 febbraio 1991) è un ex calciatore greco, di ruolo difensore.

## Palmarès

### Club

#### Competizioni nazionali
- Campionato greco: 1

Olympiakos: 2008-2009
- Coppa di Grecia: 2

Olympiakos: 2008-2009
AEK Atene: 2015-2016
- Supercoppa di Grecia: 1

Olympiakos: 2007
- Coppa di Romania: 1

FCSB: 2019-2020